# Nicolas (album)
Pour les articles homonymes, voir Nicolas.
Albums de William Sheller
Symphoman
(1977) Ses grands succès
(1981)
Singles
1. Fier et fou de vous
Sortie : 1978
2. Oh! J'cours tout seul
Sortie : 1979
3. Nicolas
Sortie : 1980

Nicolas est le 4e album studio de William Sheller sorti en 1980.

## Historique
Après avoir sorti trois albums de 1975 à 1977 (William Sheller, Dans un vieux rock'n'roll et Symphoman) Sheller se sent usé par l'exposition médiatique dont il a été l'objet durant cette période et décide de partir à Los Angeles pour enregistrer son nouvel album.
Il enregistre le disque avec plusieurs musiciens de renom tels que le batteur du groupe Yes, Alan White (également batteur de John Lennon), Jim Keltner (batteur de chacun des Beatles durant leur carrière solo) Steve Lukather (Toto) ou encore James Newton Howard. Bien que ceux-ci l'encouragent à rester à Los Angeles, William préfère rentrer en France pour s'occuper de ses enfants.
À noter que trois titres sont sortis en 45 tours avant l'album : Fier et fou de vous en 1978 dont Sheller fera une version différente pour l'album, Oh ! J'cours tout seul (paru sous le titre Ho! J'cours tout seul) en 1979 et sa face B Petit comme un caillou.

## Titres
| 1.    | Une étonnante européenne           |  |
| 2.    | Promenade française                |  |
| 3.    | J'ose pas                          |  |
| 4.    | Petit comme un caillou             |  |
| 5.    | Oh ! J'cours tout seul             |  |
| 6.    | Billy nettoie son saxophone        |  |
| 7.    | Un peu boogie-woogie sur les bords |  |
| 8.    | Nicolas                            |  |
| 9.    | Le petit Schubert est malade       |  |
| 10.   | Quand j'étais à vos genoux         |  |
| 11.   | Fier et fou de vous                |  |
| 32:29 |                                    |  |